# Sebastian Berger (Ökonom)
Sebastian Berger (* 1979 in Berlin) ist ein deutscher Wirtschaftswissenschaftler.

## Leben, Werk und Auszeichnungen
Berger machte 2004 einen Abschluss als Diplomkaufmann im Studiengang Betriebswirtschaftslehre (Spezialisierung Investment Banking und Controlling) an der Technischen Universität Chemnitz. Im Jahr 2007 wurde er an der Universität Bremen zum Doktor der Wirtschaftswissenschaften (Dr rer pol) promoviert. Seine Dissertation befasste sich mit dem europäischen Institutionalismus. Er arbeitete als Assistant Professor an der University of Missouri in Kansas City, dem Roanoke College und dem Dickinson College. Im Jahr 2013 absolvierte er einen Post Doc als Visiting Scholar am Department of Economics an der Harvard University. Im Anschluss wechselte er 2014 als Senior Lecturer an die University of the West of England in Bristol.
Sebastian Berger forscht zu den gesellschaftlichen Kosten des Neoliberalismus, der Wirtschaftstheorie von Karl William Kapp  und der Hermeneutik ökonomischen Wissens. Sein Buch The Social Costs of Neoliberalism. Essays on the Economics of K. William Kapp wurde 2020 mit dem Kapp-Forschungspreis für Ökologische Ökonomie ausgezeichnet. Im Jahre 2009 wurde ihm der Helen Potter Award der Association for Social Economics verliehen. Seine Dissertation wurde durch ein Promotionsstipendium der Stiftung der Deutschen Wirtschaft (SDW) finanziert.

## Bücher
- mit Andrew Mearman, Danielle Guizzo: What is Heterodox Economics?: Conversations with Leading Economists. Routledge, 2019, ISBN 978-1-138-73195-0.
- The Social Costs of Neoliberalism – Essays on the Economics of K. William Kapp. Spokesman, Nottingham 2017, ISBN 978-0-85124-864-6.
- Dichtung und Wirtschaft – oder: Die (Brief-)Freundschaft zwischen dem Dichter Ernst Wiechert und dem Ökonomen Karl William Kapp. Traugott Bautz, Nordhausen 2017, ISBN 978-3-95948-231-8.
- als Herausgeber: K. William Kapp: The Heterodox Theory of Social Costs. Routledge, London / New York 2016, ISBN 978-1-138-77547-3.
- mit Erik Dean, Justin Elardo, Mitch Green, Benjamin Wilson: Principles of Microeconomics: Scarcity and Social Provisioning. Open Oregon Educational Resources, 2016, ISBN 978-1-63635-023-3 (Online, CC-BY).
- als Herausgeber mit Rolf Steppacher: K. William Kapp: Institutional Economics. Routledge, London / New York 2011, ISBN 978-0-415-58655-9.
- als Herausgeber: The Foundations of Non-Equilibrium Economics: The principle of circular and cumulative causation. Routledge, 2009, ISBN 978-1-138-80291-9.
- Europäischer Institutionalismus: die Kernkonzepte Open System Approach (OSA) und Circular Cumulative Causation (CCC) und ihre Bedeutung für die moderne evolutorisch-institutionelle Ökonomik. Lang, Frankfurt am Main 2007, ISBN 978-3-631-56445-5, zugleich Dissertation an der Universität Bremen, 2006.